# دبستان دخترانه ناموس
دبستان دخترانه ناموس از نخستین مدارس دخترانه در ایران است که به دست ایرانیان مسلمان تأسیس شده‌است. این مدرسه در سال ۱۲۸۳ هجری خورشیدی به همت طوبی آزموده در خانه شخصی او، کمی‌پایین‌تر از چهارراه «یوسف‌آباد» (حافظ کنونی) در نزدیک میدان حسن‌آباد افتتاح شد. میرزا حسن رشدیه در اداره مدرسه، آزموده را یاری می‌کرده‌است. آزموده به پاس جبران کمک‌ها و هدایت‌های میرزاحسن رشدیه نسبت به ایشان در نظام‌نامه مدرسه مقرر داشته بود که برای همیشه و تا هر زمان که مدرسه ناموس پابرجاست، یکی از دختران خاندانِ رشدیه می‌تواند در آن تدریس کند. با این وجود، محصلین و کارکنان این مدارس به علت حملات و توهین و اهانت‌های پی در پی، امنیت لازم را نداشتند. چنان‌که چندین بار به دختران و مدرسان این مدارس حمله شد و چند تن از آنان به قتل رسیدند.
مدرسه ناموس چند سال بعد از تأسیس به خیابان فرمانفرما و بعد از آن به محل بزرگتری در خیابان شاهپور (حافظ فعلی) منتقل شد. در این زمان مدرسه ناموس به قدری توسعه یافته بود که به صورت یکی از مهم‌ترین و مجهزترین مدارس متوسطه کامل درآمد و تا پایان دوره دبیرستان دختران را آموزش می‌داد، به طوری که در ۱۳۰۷ ش. اولین گروهِ دیپلمه مدرسه ناموس فارغ‌التحصیل شدند. دسته اول این گروه شامل خانم‌ها توران آزموده، فخر عظمی ارغنون، بی‌بی‌خانم خلوتی، گیلان خانم، فرخنده خانم و مهرانور سمیعی بودند.